# Heroes of Might and Magic III: The Shadow of Death
Heroes of Might and Magic III: The Shadow of Death je druhý datadisk pro tahovou strategii Heroes of Might and Magic III. Byl vyvinut společností New World Computing pro systém Microsoft Windows a uveden na trh společností The 3DO Company v roce 2000. Shadow of Death je možné hrát i bez vlastnictví původní hry (ta je v datadisku obsažena).

## Změny
The Shadow of Death obsahuje sedm nových kampaní s nastavitelnou obtížností. Dále obsahuje 12 nových artefaktů, menší vylepšení vyváženosti hry a 8 nových typů terénu, které mají vliv na hrdinovy vlastnosti jako je štěstí, morálka a magická síla. Každá z frakcí zůstala v zásadě nezměněna. Datadisk přinesl pátý artefaktový slot pro všechny hrdiny a deset nových typů teleportů pro mapu dobrodružství. Hlavním přídavkem je možnost sestavovat artefakty z obyčejných artefaktů. Tyto artefakty disponují extrémně silnými schopnostmi a hrají zásadní roli při kampaních. V datadisku byl také vylepšen editor map, včetně čtyř nových portrétů hrdinů kampaně – Sandro, Finneas, Yog and Gem – a dalších možností nastavení.

### Obsah z Armageddon's Blade
The Shadow of Death může být instalován souběžně s prvním datadiskem Armageddon's Blade. Novinky obsažené v datadisku Armageddon's Blade (jako je frakce Conflux) jsou přítomny v The Shadow of Death, ale jsou skryty a nejsou dostupné dokud nejsou určité soubory z Armageddon's Blade nainstalovány a detekovány v herním adresáři. Avšak hra pouze zjišťuje přítomnost těchto souborů, ale už neřeší jejich obsah. Z tohoto důvodu několik hráčů objevilo, že je možné vytvořit prázdné soubory se správným názvem a tím odemknout obsah Armageddon's Blade pro datadisk The Shadow of Death bez nutnosti mít nainstalovaný předchozí datadisk.

### Příběh
Kampaň The Shadow of Death je prequel obou Might and Magic VI: The Mandate of Heaven a Heroes III: The Restoration of Erathia. Příběh se točí kolem nekromanta Sandra, který nedávno přišel na kontinent Antagarich následující události Heroes of Might and Magic II. Sandro započne desetiletý plán o znovu složení dvou starodávných a silných nekromantických artefaktů. Použil magii iluzí, aby změnil svůj vzhled na žijícího člověka, aby nikdo nepoznal, že je nemrtvý.
Sandro nejprve přemluví čarodějku Gem a barbara Crag Hacka, aby našli pro něj našli díly dvou artefaktů a slibuje za ně odměnu. Nevědomi si o Sandrově pravé povaze, rozhodnou se mu pomoci vykroutit díly z rukou ostatních nekromanů. Nicméně, když hrdinové přinesou díly artefaktů, Sandro neplní svou část dohody. Složí díly do dvou celých artefaktů, Cloak of the Undead King a Armor of the Damned.
S pláštěm a zbrojí v jeho vlastnictví, Sandro bojuje mstivé armády jeho bývalého mistra čaroděje Ethricka a postupuje dál do Deyja - zemi nemrtvých. Tam dosadí na trůn svou loutku, krále Finnease Vilmara a dostává se tak k plné politické moci v zemi nemrtvých.
O nějaký čas později, ve válce proti nemrtvým, se hrdinové Gem, Gelu, Yog a Crag Hack spojí a bojují proti této hrozbě. Dohodnou se setkat na pláních Bragdenu, ale jsou přepadeni Sandrem a jsou donuceni uprchnout. Když se seskupí, Yog si vzpomene na svůj dřívější úkol, rozdělení mocného meče Angelic Alliance. Hrdnové se rozhodnou meč znovu složit. Úspěšní se vydají do Deyja, zahnají Sandra a porazí ho. Po těchto událostech se Gelu stává kapitánem Ochránců Lesa, jak je poukázáno v Heroes of Might and Magic III: Armageddon's Blade. Hrdinové rozdělí nekromantické artefakty a každý se vydá vlastní cestou.
Poslední bonusová kampaň je o Sandrovi po jeho porážce. Nekromant plánuje druhou invazi, tentokrát se soustředí jen na Erathii. S pomocí Lorda Haartha, otráví Krále Nicolase Gryphonheath a vytvoří alianci s Deyja, Kreegany a Nighon proti lidským zemím, ale je podveden a uvězněn svojí loutkou Finneasem Vilmarem, který vede invazi do Erathie, která se koná v příběhu Heroes of Might and Magic III: The Restoration of Erathia.

## Ohlasy
The Shadow of Death byl přijat kritikou velice vřele, s většinou kladnými recenzemi. Nejvíce vychvalované se stalo vylepšení editoru map a také to, že hra nepotřebuje k hraní instalaci původní hry. Zároveň byla kritizována za absenci nového obsahu mimo singleplayerovou část.